# Grkokatolička Crkva
Grkokatoličanstvo ili Unijatska Crkva oblik je kršćanstva bizantskog obreda koja priznaje papu kao svog crkvenog poglavara. 

## Povijest
Grkokatolička Crkva nastaje nakon prvih pokušaja 1439. godine na saboru u Firenci. Veće skupine grkokatolika nastale su nakon Brestlitovske unije 1596. godine.
Grkokatolici su nastali kao posljedica težnje Rimokatoličke Crkve da kroz novi oblik religije povrati izgubljeno jedinstvo kršćanskog Istoka i Zapada. Kako je kod rimokatolika pripadnost Crkvi shvaćena prije svega kroz priznavanje Petrove službe – pape – kao vrhovnog poglavara Crkve, došlo se do shvaćanja da je za jedinstvo dovoljno ovo priznanje neke crkvene zajednice pa da ona postane organski dio rimokatolicizma.
Tako grkokatolici, ili unijati, zadržavaju sve obredne razlike (služe liturgiju na kvasnom kruhu, vjernici se pričešćuju pod oba vida, oženjeni muškarci mogu biti zaređeni za svećenike ili svećenici biraju život u celibatu (prije ređenja), u crkvi je ikonostas i ponekad nemaju klupe za sjedenje itd). Čak se i nicejsko vjerovanje može moliti bez dodatka Filioque. Kada neupućena osoba uđe u Grkokatoličku Crkvu, stječe utisak da je riječ o pravoslavcima. Tijekom vremena, i kod grkokatolika su prihvaćene različite prakse karakteristične za latinski obred (latinizacije), ali one još uvijek nisu dominantne. Međutim, i pored vanjske sličnosti, stupivši u jedinstvo s Rimom, grkokatolici su istupili iz pravoslavnog korpusa tako da s pravoslavnim više nemaju ni kanonsko ni liturgijsko zajedništvo.
U novije vrijeme, u kontekstu ekumenskog dijaloga, unija je (Balamandskim sporazumom) odbačena kao metoda za ujedinjenje kršćana. Rimokatolička strana, međutim, inzistira na tome da unijati ili grkokatolici imaju pravo postojati, dok pravoslavni nerado na njih gledaju, kao na proizvod pokušaja pokatoličavanja u povijesti. Grkokatolika ili unijata najviše ima u Ukrajini.

## Poveznice
- Istočne katoličke Crkve